# Amphilestes
Amphilestes broderipii, Amphitherium broderipii
Genre
Genre
Synonymes
- †Amphitherium broderipii (Owen, 1846)

Amphilestes est un genre fossile de mammifères de la famille des Amphilestidae uniquement représenté par l'espèce Amphilestes broderipii, décrite en 1846 par le zoologiste britannique Richard Owen.

## Description
Amphilestes est un genre de mammifère eutriconodonte fossile du Jurassique moyen du Royaume-Uni. C'était l'un des premiers mammifères mésozoïques découverts et décrits.
Le premier spécimen d’Amphilestes a été découvert avec plusieurs autres mâchoires de mammifères dans la carrière d'ardoise de Stonesfield, dans l'Oxfordshire, avant 1764. Cependant, ce n'est qu'en 1812 que William Broderip acheta les mâchoires et que lui et son mentor, le célèbre paléontologue, le révérend William Buckland, reconnurent qu'elles étaient d'origine mammifère.
Amphilestes est connu à partir de divers restes dentaires et mandibulaires. La formule dentaire de la mandibule est 4:1:4:5. Les prémolaires sont symétriques et les couronnes ressemblent à des molaires tricuspées, la cuspide centrale étant la plus grande chez les prémolaires et les molaires, bien que la différence de taille soit moins grande dans les prémolaires. George Gaylord Simpson (1928, p. 71) a noté que les dents d’Amphilestes peuvent être diagnostiquées par « des cuspides molaires hautes et minces, un cingulum molaire s'élevant au-dessous de la cuspide principale, un émail molaire non piqué ».

## Classification
L'espèce Amphitherium broderipii a été décrite pour la première fois en 1846 par le zoologiste britannique Richard Owen sous le protonyme Amphitherium broderipii,.
En 1859, Richard Owen crée le genre Amphilestes et reclasse l'espèce sous son taxon actuel, Amphilestes broderipii,,.

### Étymologie
L'épithète spécifique, broderipii, a été donnée en l'honneur du naturaliste britannique William John Broderip (1789-1859).

### Publications originales
- [1859] (en) Richard Owen, Palaeontology, vol. 17, coll. « The Encyclopaedia Brittanica, or Dictionary of Arts, Sciences, and General Literature (8th Edition) », 1859, 91-176 p.
- [1846] (en) Richard Owen, A History of British Fossil Mammals and Birds, 1846, 1-560 p.